# 向山羥醛反應
| 反应物                                                       |
| ------------------------------------------------------------ |
| 醛 (R1 = 芳基，烷基) 甲酸酯 (R1 = OR)                        |
| 烯醇硅醚 (R1 = 烷基，芳基，氢； R2 = 烷基，芳基，氢，OR，SR) |

向山羟醛反应（英語：Mukaiyama aldol reaction），是烯醇硅醚（及其类似物）在路易斯酸催化下与含羰基化合物（醛、酮或甲酸酯）间发生的一种羟醛反应，产物为β-羟基醛（酮），由向山光昭在1973年报道。
此处烯醇硅醚为烯醇负离子的等效体，但其亲核性不够强，不能直接与酮反应，因此需加入路易斯酸以活化羰基。早期该反应使用化学剂量的路易斯酸，立体选择性不佳。后来发现，如果仔细选择底物和反应条件，可得较好的立体选择性。近些年来此反应的进展集中于对手性催化剂的开发，及应用不对称催化以高立体选择性构建碳-碳键结构。

## 基本路线
Mukaiyama反应是一种由路易斯酸介导的对含羰基化合物的羟醛反应，下图是一个基本的反应示意（不含手性催化剂，R2 = H)：

烯醇硅醚引发的羟醛反应能地得到四种产物的混合物，形成外消旋体。根据反应条件、底物结构和催化剂的不同，产物以非对映异构体为主，并有高度的不对称诱导性。

如由环己酮衍生的烯醇硅醚与苯甲醛发生的典型反应：

## 反应机理
以TiCl4作路易斯酸为例，羰基先与路易斯酸接近配位，活化羰基，随后烯醇硅醚亲核进攻目标羰基，并立即形成碳-碳键。在水溶液处理后得到顺式的外消旋体。
反应模型与羟醛反应的齐默曼-特拉克斯勒六元环过渡态模型不同，宜以开链过渡态模型解释其立体选择性。

## 例子
1. 酮之间的向山羟醛缩合反应需要更高的反应温度，一个典型的例子是苯乙酮与丙酮间的反应：[7]Mukaiyama Aldol between two ketones
2. Mukaiyama的紫杉醇全合成路线中引入了两次羟醛反应[8][註 1]：
  - 其一是烯酮硅基缩酮与过量的溴化镁：
  - 另一使用手性胺配体和三氟甲磺酸盐催化：Mukaiyama Asymmetric Aldol Taxol

## 备注
1. ↑  TBS = 叔丁基二甲基硅基，Bn = 苄基，PMB = 对甲氧基苄醚，Tf = 三氟甲磺酰基